# قائمة آثار محافظة نابلس
يعود تاريخ نابلس إلى الحضارات القديمة، فنابلس مدينة كنعانية أسسها الكنعانيون الذين هاجروا مع الهجرات السامية الأولى من الجزيرة العربية، وبنوا المدينة في الموقع المسمى تل بلاطة أطلقوا عليها اسم «شكيم» وتعتبر من أقدم مدن العالم 4000 عام ق.م. طوال العصر البرونزي المتأخر وفي العصر الحديدي حافظت المدينة على مكانتها، خضعت للملكة الشمالية في فلسطين التي سيطر عليها الآشوريون حوالي 722ق.م. ثم خضعت للحكم الفارسي. وحين أخضع الإسكندر الكبير فلسطين قام بتهجير سكان سبسطية إلى تل بلاطة، وأصبحت موطنا للسامريين الذين أعادوا بناء معبدهم على جبل جرزيم، بقي هذا الوضع قائما حتى دخول الرومان. وفي سنة 72 ميلادي شيد تيتوس المدينة الجديدة فلافيا نيابوليس بين جبلي جرزيم وعيبال في سنة 636م، خضعت المدينة للمسلمين الذين استعملوا اسم نابلس، وخضعت للصليبيين (1099-1187)، وتعرضت للغزو المغولي 1260. وفي الفترة العثمانية أصبحت مركزا إقليميا، واسم المدينة مشتق من التسمية الرومانية نيابوليس (المدينة الجديدة).

## آاثار نابلس
| الرقم | الاسم                     | الوصف | الموقع                                          | الإحداثيات | الصورة |
| ----- | ------------------------- | --- | ----------------------------------------------- | ---------- | --- |
| 01    | قبر يوسف                  | قبرٌ يُعتقد أنه قبر النبي يوسف الذي تُقدّسه الأديان السماوية الثلاثة.                                                                  | قرية بلاطة البلد شرقي المدينة                   |            | قبرٌ يُعتقد أنه قبر النبي يوسف الذي تُقدّسه الأديان السماوية الثلاثة. · Upload file                                                                  |
| 02    | بئر يعقوب                 | يُعتقد أن النبي يعقوب حفره، يكتسب أهميته عند المسيحيين لاعتقادهم أن المسيح شرب منه لدى مروره بالسامرة في طريقه من القدس إلى الجليل. | قرية بلاطة البلد شرقي المدينة                   |            | يُعتقد أن النبي يعقوب حفره، يكتسب أهميته عند المسيحيين لاعتقادهم أن المسيح شرب منه لدى مروره بالسامرة في طريقه من القدس إلى الجليل. · Upload file |
| 03    | بلدة سبسطية               | بلدةٌ مليئةٌ بالآثار التي تعود إلى العصر الروماني.                                                                                   | تقع شمال غرب نابلس وتبعد عنها حوالي 15 كيلومتراً |            | بلدةٌ مليئةٌ بالآثار التي تعود إلى العصر الروماني. · Upload file                                                                                   |
| 04    | جامع الخضراء              | جامع أثري بُني في عهد السلطان المملوكي المنصور قلاوون.                                                                              | يقع في حارة الياسمينة جنوب غرب البلدة القديمة.  |            | جامع أثري بُني في عهد السلطان المملوكي المنصور قلاوون. · Upload file                                                                              |
| 05    | الجامع الصلاحي الكبير     | من أشهر جوامع المدينة، يعود إلى القرن الثاني عشر الميلادي.                                                                         | يقع في حي القصبة وسط المدينة القديمة            |            | صورة |
| 06    | جبل جرزيم                 | هو أقدس بقاع الأرض عند طائفة اليهود السامرة.                                                                                       | يقع جنوب مدينة نابلس                            |            | هو أقدس بقاع الأرض عند طائفة اليهود السامرة. · Upload file                                                                                       |
| 07    | مدينة شكيم الكنعانية      | الوصف | الموقع                                          |            | صورة |
| 08    | المقبرة الرومانية الشرقية | الوصف | الموقع                                          |            | صورة |
| 09    | ميدان سباق الخيل          | الوصف | الموقع                                          |            | صورة |
| 10    | المسرح (نابلس)            | الوصف | الموقع                                          |            | صورة |

## وصلات خارجية
- أبرز المعالم السياحية والتاريخية في محافظة نابلس.